# نيلسون ديفيد كابريرا
نيلسون ديفيد كابريرا (بالإسبانية: Nelson Cabrera)‏ (22 أبريل 1983 بكابياتا في باراغواي - ) هو مدرب كرة قدم ولاعب كرة قدم باراغواياني في مركز الدفاع. شارك مع منتخب باراغواي لكرة القدم ومنتخب بوليفيا لكرة القدم. أما مع النوادي، فقد لعب مع أوليمبيا أسونسيون وسي إف آر كلوج وسيرو بورتينيو وكولو-كولو ونادي بوليفار ونادي تشونغتشينغ ليانغجيانغ وكلوب أولويز ريدي.

## وصلات خارجية
- نيلسون ديفيد كابريرا على موقع الاتحاد الأوربي (الإنجليزية)
- نيلسون ديفيد كابريرا على موقع قاعدة بيانات كرة القدم.إي يو (الإنجليزية)
- نيلسون ديفيد كابريرا على موقع ناشيونال فوتبول تيمز (الإنجليزية)
- نيلسون ديفيد كابريرا على موقع Soccerway.com (الإنجليزية)